# 아릉그림
아릉그림(고대 노르드어: Arngrim)은 노르드 신화의 티르핑 대계에 등장하는 인물이다. 베르세르크로서 《헤르보르와 헤이드레크의 사가》, 《데인인의 사적》, 《휜들라의 시》, 《오르바르오드의 사가》 등에 등장한다.

## 헤르보르와 헤이드레크의 사가
판본마다 내용이 조금씩 다르지만 아릉그림이 에위푸라를 아내로 맞고 티르핑을 소유하게 되는 큰 줄기는 같다.
판본 H와 U에 따르면 아릉그림이 가르다리키(오늘날의 러시아)로 약탈원정을 갔다가 가르다리키 왕 스바프를라미와 붙게 되었다. 당시 스바프를라미는 마검 티르핑의 소유자였는데, 티르핑이 아릉그림의 방패를 쪼갰지만 동시에 아릉그림이 스바프를라미의 손을 잘라냈다. 땅에 떨어진 티르핑을 주운 아릉그림은 그 칼로 스바프를라미를 죽이고 스바플라미의 딸 에위푸라를 강제로 아내로 취했다.
한편 판본 R에서는 아릉그림이 가르다리키의 왕 시그를라미의 부하 장군으로서 늙은 왕을 섬기며 많은 땅을 정복했고 그 공적으로 공주와 결혼하고 티르핑을 예물로 물려받은 것이라고 한다.
아릉그림은 에위푸라를 데리고 고향 볼름쇠로 가서 슬하에 열두 아들을 두었다. 아릉그림의 열두 아들은 모두 아비를 따라 베르세르크가 되었다. 판본 U에 수록된 아들들의 이름은 앙간튀르(Angantyr), 효르바르드(Hjǫrvard), 헤르바르드(Hervard), 흐라니(Hrani), 바리(Barri), 티르핑(Tyrfing), 틴드(Tind), 하딩스(Haddings)가 두 명, 부이(Bui), 빌드(Bild), 토키(Toki)이다. 판본 H에 수록된 아들들의 이름은 앙간튀르, 효르바르드, 헤르바르드, 흐라니, 브라미(Brami), 바리, 레이프니르(Reifnir), 틴드, 사에밍그(Saeming), 부이, 하딩스가 두 명이다. 판본 R에는 앙간튀르, 효르바르드, 헤르바르드, 흐라니, 두 명의 하딩스 이렇게 아들들이 여섯 명 밖에 나오지 않는다.
이후 티르핑의 향방에 관해서는 앙간튀르 및 햘마르 문서를 참조.

## 데인인의 사적
삭소 그라마티쿠스의 《데인인의 사적》에 따르면 아릉그림은 스비아인의 대전사로 스케우네의 스칼크(Skalk)를 죽였다. 이에 우쭐해진 아릉그림은 데인인의 왕 프로디의 딸 에위푸라를 아내로 맞겠다고 했다.

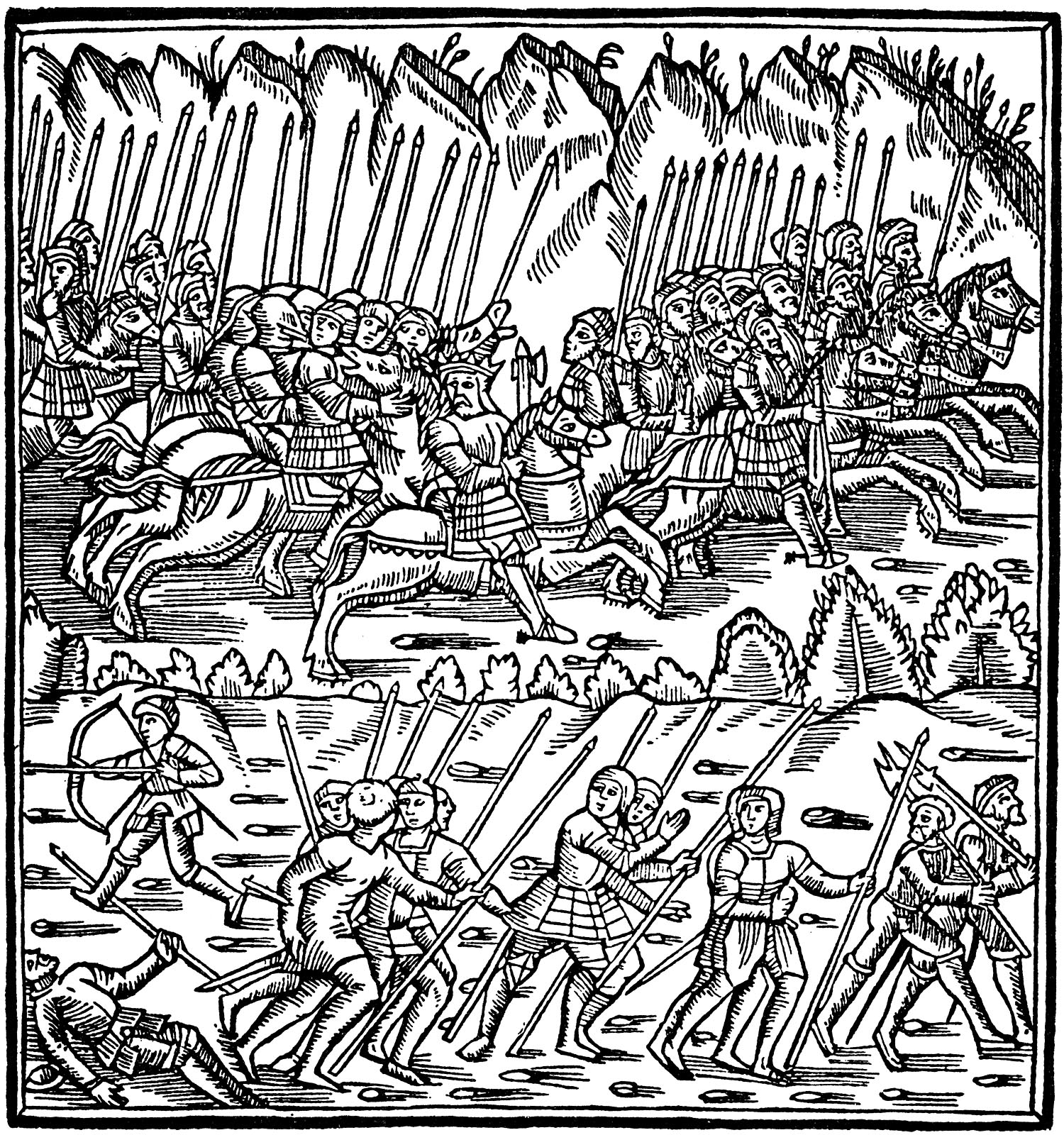
스비아군을 이끌고 사미인을 공격하는 아릉그림.

그러나 프로디 왕은 그 요구를 거부했다. 그러자 아릉그림은 스비아인의 왕 에이리크에게 가서 도움을 청했다. 에이리크 왕은 아릉그림에게 뱌르말란드의 왕 에그테르와 핀마르크의 왕 텡길을 죽여서 자신의 가치를 인정받으라고 한다. 우선 아른그림은 텡길을 공격하여 사미인들을 죽였다. 사미인들은 조약돌 세 개를 뒤에 던지고 도망갔는데, 마법을 걸어 조약돌 세 개가 산봉우리 세 개로 보이게 만들었다. 아릉그림은 이 환술에 속아서 군대를 물렸다. 다음날 아릉그림의 군대는 재차 사미인들을 추격했으나 사미인들은 눈을 던지고 도망갔다. 그들이 던진 눈은 강줄기처럼 보였고 이번에도 스비아인들은 추격을 멈추었다. 세 번째 날 다시 추격을 받자 사미인들은 더 이상 부릴 마법이 남아있지 않았고 결국 패배하였다. 사미인들은 스비아에 항복했고 매년 순록 생가죽을 마차에 가득 실어 공물로 바치는 조건으로 평화를 맺었다.
그 뒤 아른그림은 뱌르말란드를 공격해 에그테르 왕을 일기토로 죽였다. 그리고 뱌르말란드인들에게 한 사람당 가죽 한 장씩을 바치라고 요구했다. 그 뒤 아릉그림은 에이리크 왕에게 돌아갔고 에이리크는 아릉그림을 데리고 프로디 왕에게 가서 아릉그림이 이렇게 에위푸라에게 걸맞는 짝이라고 설득했다. 프로디는 결혼을 승낙했고 에위푸라와 아릉그림은 슬하에 열두 아들을 낳았다.
《데인인의 사적》에서 아릉그림의 열두 아들의 이름은 아릉그림, 효르바르드, 헤르바르드, 흐라니, 비아르베(Biarbe), 티르핑, 탄드, 두 명의 하딩스, 브란드, 브로드, 히아란데(Hiarrande)로 이 중 아홉 명의 이름이 《헤르보르와 헤이드레크의 사가》와 일치한다.

## 휜들라의 시
《휜들라의 시》에도 아릉그림와 에위푸라 부부가 언급되기는 하는데 단순히 볼름쇠에 살면서 슬하에 베르세르크 아들 열두 명을 두었다는 정보만 주어진다. 여기의 아들들의 이름은 헤르바르드, 효르바르드, 라네, 앙간튀르, 부에, 브라메, 바레, 레이프니르, 틴드, 튀르빙, 두 명의 하딩스이다.

## 참고 자료
- Henrikson, Alf. (1998). Den stora mytologiska uppslagsboken.